# Droga krajowa B182 (Niemcy)
Droga krajowa 182 (niem. Bundesstraße 182, B 182) – niemiecka droga krajowa przebiegająca  z północnego zachodu  na południowy wschód od skrzyżowania z drogą B2 koło Eutzsch w Saksonii-Anhalt do skrzyżowania z drogą B169 w miejscowości Riesa w Saksonii.